# Thierbachfirnfeld
Das Thierbachfirnfeld ist ein zwischen 2000 und 2200 m hohes Firnfeld im ostantarktischen Viktorialand. Es liegt südwestlich der Caudal Hills, nördlich der Brien Rocks und südwestlich der Sequence Hills am Ostrand des Rennick-Firnfelds.
Wissenschaftler der deutschen Expedition GANOVEX IV (1984–1985) benannten es. Namensgeber ist der deutsche Geophysiker Rudolf Thierbach, der an dieser Forschungsreise beteiligt war.